# Рощин, Роман Михайлович
Роман Михайлович Рощин (род. 28 августа 1993 года, Краснодар) — российский регбист, играющий на позиции фулбэка (15 номера, замыкающего) в команде «Стрела» и сборной России по регби-7. Заслуженный мастер спорта России.

## Биография
Воспитанник кубанского регби. Первоначально выступал в регби-7 за «Кубань» (Краснодар). С 2016 года, когда «Кубань» стала постоянным участником чемпионата по регби-15, постоянный игрок основного состава. В дебютном сезоне команде удалось выйти в финал Кубка России., где они уступили «Енисею» 42:10. В 2019 году перешёл в «Красный Яр» (вместе с одноклубниками Кириллом Губиным и Дмитрией Пархоменко), где стал победителем Кубка России и серебряным призёром чемпионата. В 2020 году возвращается обратно на малую Родину.

## Карьера в сборной
Начиная с 2014 года постоянный участник сборной России по регби-7. В 2016 и 2017 годах становился чемпионом Европы по регби-7.

## Достижения
- Регби-15
- Обладатель Кубка России — 2018, 2019
- Регби-7:
  -  Чемпионом России по регби-7 - 2013, 2015
  -  Обладатель Кубка России по регби-7 — 2014
  -  Обладатель Кубка Европейских чемпионов по регби-7 — 2016
- Регби-7 (сборная):
  -  Чемпионат Европы по регби-7 - 2016, 2017